# Digitaler Wahlstift
Ein digitaler Wahlstift ist ein System, bei dem eine Kombination aus Digitalstift und digitalem Papier zur Erfassung von Stimmzetteln benutzt werden soll. Er gleicht einem herkömmlichen Stift, in dem zusätzlich eine digitale Minikamera eingebaut ist, die das engere Stiftspitzenumfeld filmt und dadurch registrieren kann, an welcher Position der Stift verwendet wird. Sein Einsatz sollte bei Stimmabgaben bei Wahlen zu einer einfachen und schnellen Stimmauszählung dienen. Ursprünglich war der Einsatz bei den Hamburger Bürgerschaftswahlen am 24. Februar 2008 geplant.

## Stimmabgabe
Der Wähler erhält wie bisher seinen Stimmzettel und macht in der Wahlkabine mit der Tinte des digitalen Wahlstiftes seine Kreuze auf das Papier. Dabei registriert der Stift automatisch, an welchen Positionen auf dem Stimmzettel der Stift aufgesetzt wurde. Nachdem der Wähler seine Kreuze gemacht hat, wirft er wie bisher seinen Stimmzettel in die Wahlurne, gibt jedoch zusätzlich auch den digitalen Wahlstift bei dem Wahlvorstand ab. Dieser verbindet den Wahlstift mit einem Lesegerät, welches die gespeicherten Stiftaufsetzkoordinaten liest und auf dem angeschlossenen lokalen Personalcomputer (PC) abspeichert. Die Speicherung erfolgt ohne Zeitpunkt- und Reihenfolgeinformationen, um das Wahlgeheimnis zu wahren. Nach erfolgter Datenübertragung schaltet der Wahlvorstand den Wahlstift für die nächste Stimmabgabe elektronisch frei und der nächste Wähler kann seine Stimme abgeben.
Hat der Wähler sich während des Ankreuzens versehen, so kann er sich einen neuen Stimmzettel geben lassen. Der alte Stimmzettel wird zerrissen, der Wahlstift zurückgesetzt und neu freigeschaltet, und der Wähler kann mit dem neuen Stimmzettel erneut wählen.

## Technik der Digitalisierung

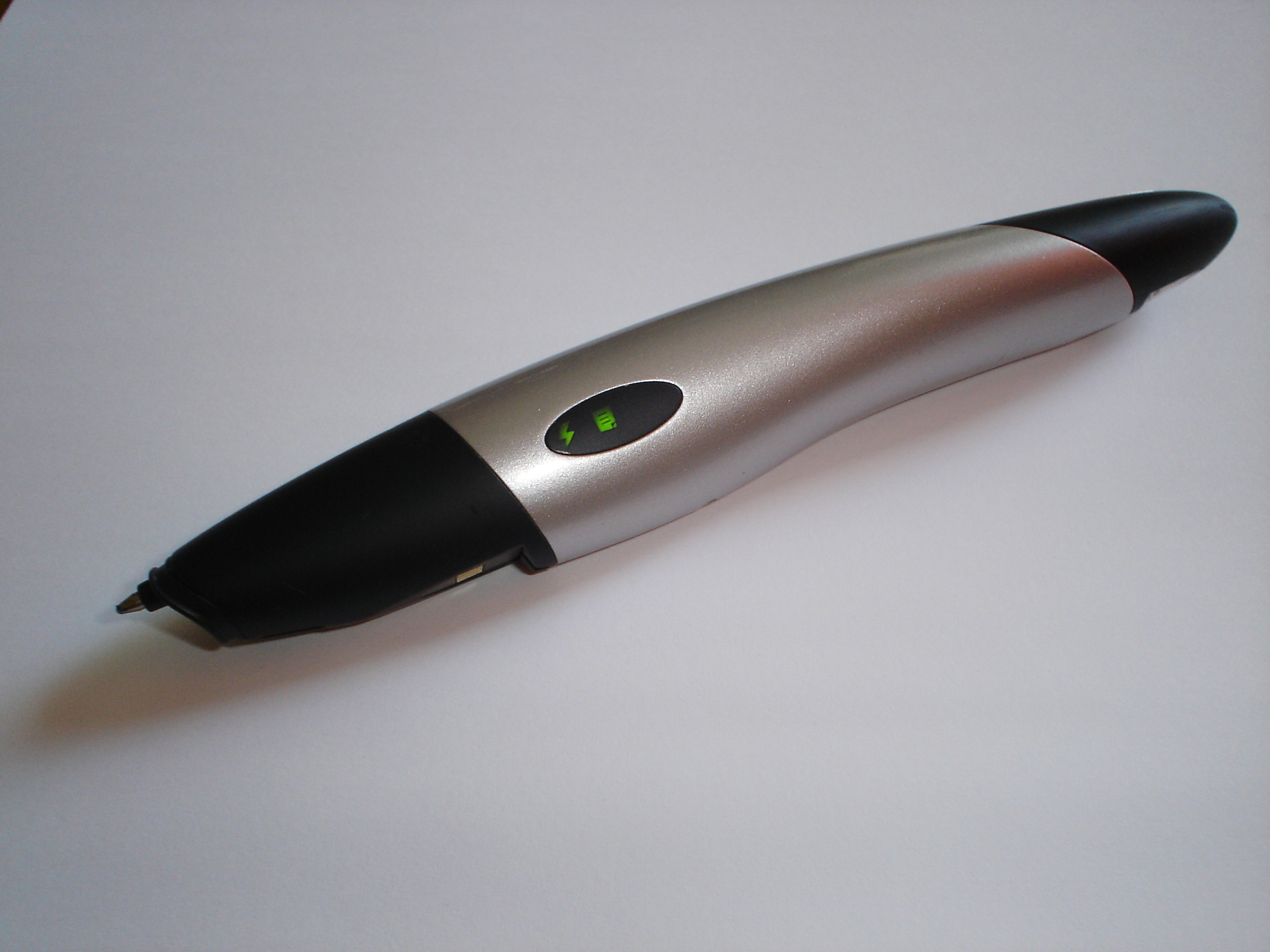
Digitaler Stift basierend auf der Anoto Technologie

Die Digitalisierung des Schreib- bzw. Ankreuzvorgangs ist möglich, da das Papier des Stimmzettels, vom Menschen kaum sichtbar, fein gemustert ist. Die Musterung teilt den Stimmzettel in ein Raster auf, dessen Gitterabstand 0,3 mm beträgt. Jedes Feld dieses Rasters ist wiederum eindeutig durch winzige Punkte kodiert. Wenn der Stift aufgesetzt wird, erkennt der Stift dies anhand eines eingebauten Minendrucksensors, und die digitale Kamera im Wahlstift erkennt anhand der Musterung des Stimmzettels die Koordinaten, an denen die Stiftspitze aufgesetzt ist, und speichert diese Koordinaten auf einem Speicher im Stift ab. Es handelt sich bei dieser Technik um die sogenannte Anoto-Technik, welche die schwedische Firma Anoto Group AB entwickelt und etabliert hat.

## Auswertung
Die Auswertung geschieht durch Software, kann dabei jedoch jederzeit vom Wahlvorstand auf Korrektheit überprüft werden. In der Auswertungs-Software sind gültige (Ankreuzfelder) und ungültige (der Rest des Stimmzettels) Koordinatenbereiche des Stimmzettels definiert. Anhand definierter Regeln (wurde nur in gültigen Bereichen geschrieben? wurde in maximal n gültigen Bereichen geschrieben? wurden in den gültigen Bereichen Kreuze gemacht?) ordnet die Software die einzelnen Stimmzettel-Datensätze den Kategorien „gültig“, „zu prüfen“ oder „ungültig“ zu. Der Wahlvorstand hat nun die Möglichkeit, sich jeden Stimmzettel-Datensatz, insbesondere die „zu prüfenden“ und die „ungültigen“, anzeigen zu lassen. Dafür werden die Koordinaten, an denen der Stift aufgesetzt war, mit einer entsprechenden digitalen Stimmzettelgrafik überlagert. Die Schreibinformationen werden also visualisiert: Es ist ersichtlich, an welchen Positionen auf dem Stimmzettel der Stift aufgesetzt wurde. Der Wahlvorstand berät nun wie bisher über die Gültigkeit des Stimmzettels und den ersichtlichen Wählerwillen und ordnet ihn dann entsprechend endgültig den Kategorien „gültig“ oder „ungültig“ zu.
Jeder gültige Koordinatenbereich (=Ankreuzfeld) ist genau einem Kandidaten zugeordnet. Dadurch ergibt sich aus den gültig angekreuzten Koordinatenbereichen das Wahlergebnis.

## Stimmauszählung
Das Wahlergebnis liegt nach dem Auswertungsvorgang sofort vor. Die händische Auszählung entfällt, ist jedoch bei Bedarf möglich. Auch die nachträgliche Überprüfung der digitalen Stimmzettel-Datensätze und die nachträgliche Überprüfung der Auswertung, welche durch die Software mit Unterstützung des Wahlvorstands durchgeführt wurde, ist möglich. Insbesondere sind Stichprobenvergleiche zwischen maschinell (Stift/Software) und händisch (Stimmzettel aus Wahlurne/Wahlhelfer) ermittelten Ergebnissen möglich, indem zufällig ausgewählte Wahllokale komplett händisch ausgezählt werden. Eine unmittelbare Zuordnung einzelner Papierstimmzettel zu den entsprechenden digitalen Stimmzetteln ist jedoch nicht oder nur mit großem Aufwand möglich, da die Stimmzettel nicht individualisiert werden.
Es fehlt allerdings bisher eine rechtliche Regelung für den Fall, dass eine Differenz zwischen dem digital ermittelten Ergebnis und der manuellen Stimmzettelauszählung vorliegt. Es muss geregelt werden, welches der beiden das verbindliche Wahlergebnis ist. Bei einer Wahl in Belgien wurde bei einer achtprozentigen Differenz aufgrund des bestehenden Gesetzes das manuell ausgezählte Ergebnis als verbindlich angenommen. Experten („official expert“) hielten die Computerzählung allerdings für glaubwürdiger.
Für die Bürgerschaftswahl in Hamburg war vorgesehen, das Digitale Wahlstiftsystem als Wählgerät einzusetzen. Dies bedeutet den Vorrang des digital ermittelten Ergebnisses. Eine manuelle Stimmzettelauszählung sollte nur in Stichproben vorgenommen werden. Die Alternative ist, das Digitale Wahlstiftsystem als Zählgerät einzusetzen. Dies bedeutet den Vorrang der manuellen Stimmzettelauszählung. Dann würde die manuelle Auszählung aller Stimmen durchgeführt werden. Das Zählgerät dient einer schnellen Auszählung und einer Bestätigung der – im Falle Hamburgs fehlerträchtigen – manuellen Auszählung.
Nach Unklarheiten zu Sicherheitsaspekten wurde in einer Verfassungsausschusssitzung am 9. November 2007 von Prof. Joachim Posegga angeregt, das Digitale Wahlstift-System als Zählgerät einzusetzen. Dieser Vorschlag wurde von den oppositionellen Fraktionen in den Folgetagen als geeigneter Kompromiss angesehen, konnte sich aber im weiteren Verlauf nicht durchsetzen.

## Anwendung
Am 26. April 2006 beschloss die Hamburgische Bürgerschaft einstimmig den flächendeckenden Einsatz des digitalen Wahlstiftes bei der Bürgerschaftswahl in Hamburg 2008 und beauftragte den Senat mit der Umsetzung. Die Übereinstimmung des Ergebnisses der Papier-Stimmzettel mit dem elektronischen Ergebnis sollte beim ersten Einsatz stichprobenartig überprüft werden. Laut Landeswahlleiter Willi Beiß hätte es sich bei dem ausschließlichen Einsatz des digitalen Wahlstiftes in Hamburg um eine Weltpremiere gehandelt. Innensenator Udo Nagel (parteilos) wie auch der Landeswahlleiter Willi Beiß betonten mehrfach, dass der digitale Wahlstift sicher sei. Dabei wurde auf die verschiedenen Zertifizierungen verwiesen.
Nachdem der GAL-Abgeordnete Farid Müller im Herbst 2007 erhebliche Bedenken an der Sicherheit des Digitalen Wahlstifts äußerte, wurde am 9. November 2007 eine Expertenanhörung im Verfassungsausschuss durchgeführt. Infolge der Anhörung beschlossen am 15. November die Vorsitzenden der drei in der Bürgerschaft vertretenen Fraktionen, von einem Einsatz bei der Bürgerschaftswahl 2008 vollständig abzusehen.

## Rechtliches und Sicherheit
Der Digitale Wahlstift besitzt keine Zulassung für den Einsatz bei Bundestagswahlen. Für eine solche Zulassung müsste auch zunächst die Bundeswahlgeräteverordnung angepasst werden, da diese auf Geräte mit Tasten und Bildschirm zugeschnitten ist.
In Hamburg hätte zur Einführung das Landeswahlgesetz angepasst werden müssen. Dadurch, dass dies bisher nicht geschah und die Fraktionen dies auch nicht vorhaben, war der Einsatz für die Bürgerschaftswahl 2008 nicht mehr möglich. Auch für Hamburg wurde die Zulassung durch die Physikalisch-Technischen Bundesanstalt als eine notwendige Voraussetzung bestimmt.
Das dotVote basiert auf den Sicherheitsanforderungen eines Schutzprofils nach den Common Criteria, das am 14. März 2007 vom Bundesamt für Sicherheit in der Informationstechnik (BSI) speziell für ein Digitales Wahlstiftsystem zertifiziert wurde. Die Zertifizierung des Systems dotVote auf Basis dieses Schutzprofils wurde vom BSI und der Physikalisch-Technischen Bundesanstalt (PTB) durchgeführt. Das Ergebnis der Evaluierung konnte erst vier Monate nach der Bürgerschaftswahl in Hamburg veröffentlicht werden.
Der Chaos Computer Club (CCC) äußerte Kritik am Schutzprofil als ungeeignetes Mittel für Wahlsysteme. Zudem weise die verwendete Technik erhebliche Sicherheitslücken auf. Diese Sicherheitslücken wollten Vertreter des CCC auf einer Sondersitzung des Verfassungsausschusses in Hamburg am 9. November 2007 zeigen. Die Vorführung wurde überraschend abgesagt und stattdessen eine alternative Angriffsmöglichkeit dargestellt, bei der das digitale Papier manipulierbar sei. Diese Darstellung der Manipulierbarkeit wurde von Vertretern des Herstellers zurückgewiesen, da Sicherungsmaßnahmen gegen eine solche Manipulation existierten. Ausschussmitglieder reagierten verärgert und warfen den Vertretern des CCC vor, den Beweis für ihre Manipulationsbehauptungen schuldig geblieben zu sein. Das im Nachgang vom Hersteller angestrengte Gerichtsverfahren wurde im November 2009 nach zwei Instanzen am Oberlandesgericht Hamm zu Gunsten des CCC entschieden.